# Chiesa di San Lorenzo (Bracciano)
La chiesa di San Lorenzo sorge sulla piazza della frazione di Pisciarelli, nel comune di Bracciano.
Una chiesa dedicata a San Pietro fu costruita nella metà del XVI secolo per desiderio di Paolo Giordano Orsini, nel luogo ove si trovava un precedente edificio.
Nel XVIII secolo fu costruito l'edificio attuale, dedicato a San Lorenzo. La struttura è a navata unica: Ai lati ci sono quattro cappelle circolari. Al periodo della costruzione è anche da ascrivere l'altare maggiore. L'affresco dell'abside è  del 1745 e raffigura l'Assunzione con san Lorenzo e San Francesco. L'autore è Vincenzo Strigelli di Viterbo. La chiesa custodisce anche una tavola cinquecentesca attribuita a Pedro Fernandez di Murcia.

## Galleria d'immagini

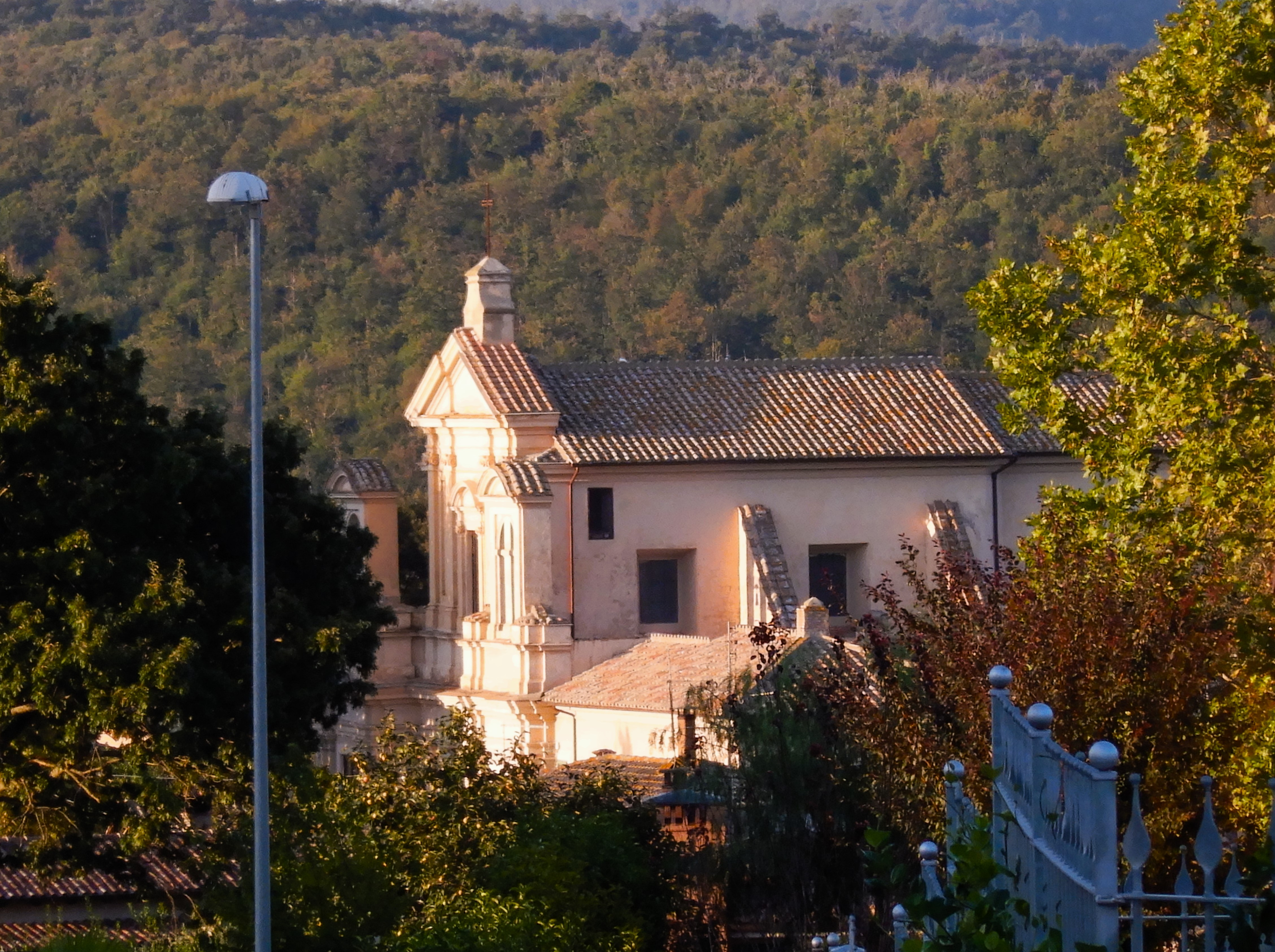
Visuale della chiesa alle porte della frazione
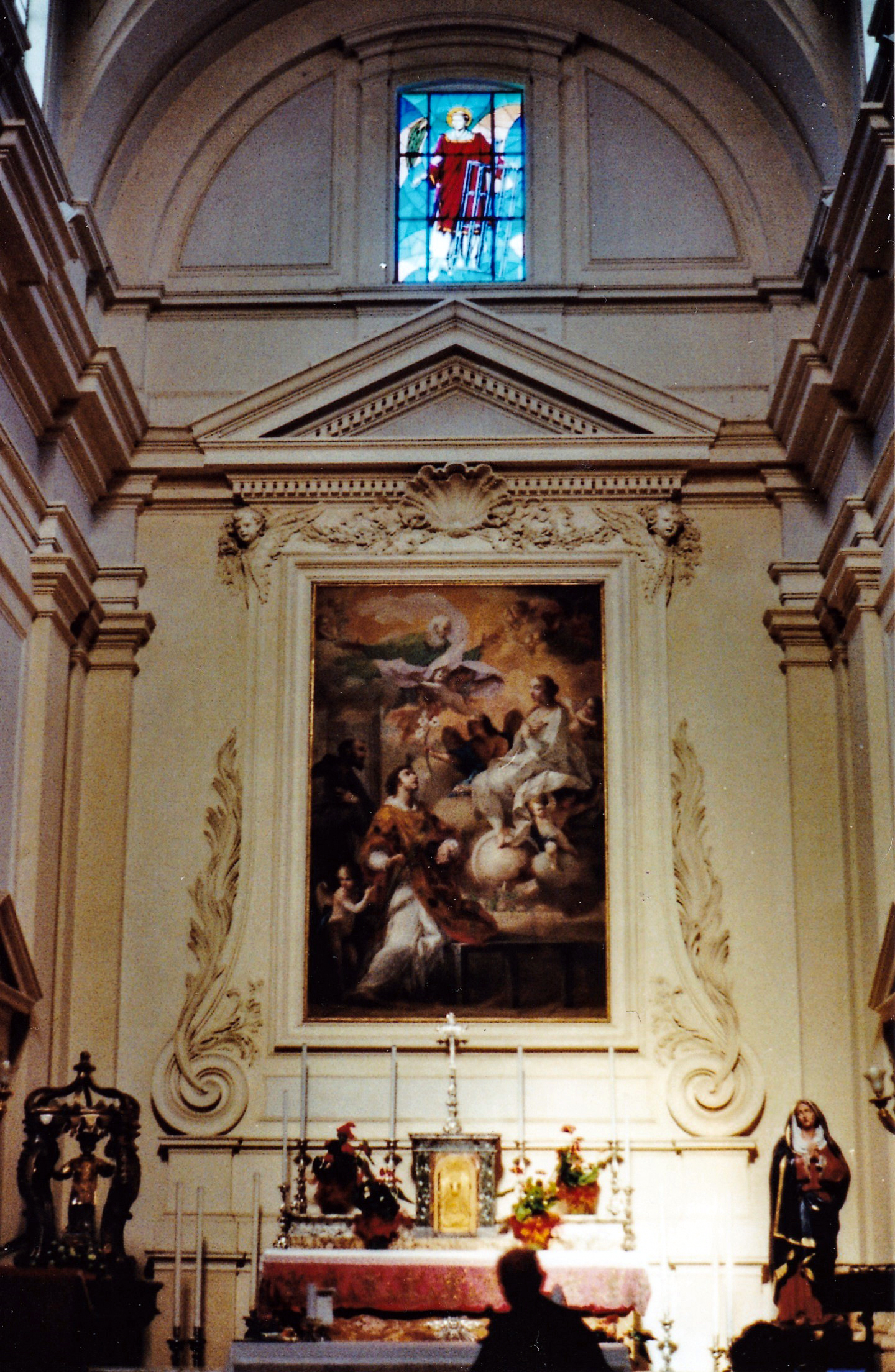
Navata interna
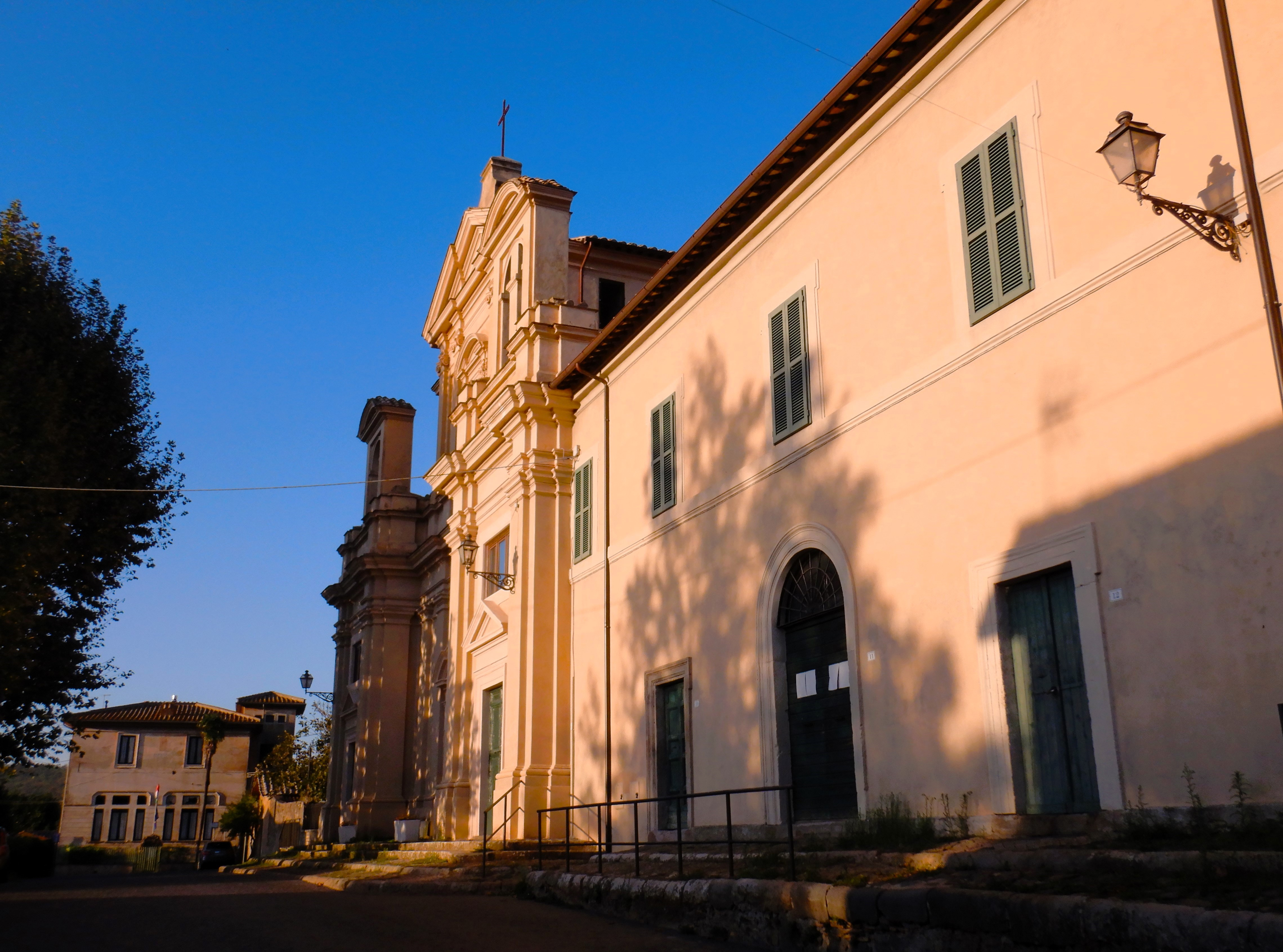